# Sant'Alfio
Sant'Alfio är en ort och kommun i storstadsregionen Catania, innan 2015 provinsen Catania, i regionen Sicilien i sydvästra Italien. Kommunen hade 1 563 invånare (2017).